# Погорілко Павло Олександрович
Павло Олександрович Погорілко (рос. Павел Александрович Погоре́лко; 1904—1978) — радянський фізик, конструктор, специаліст в галузі радіолокації.

## Біографія
Народився у 1904 році в селі Рябина (Великописарівський район, Сумська область, Україна). Син професора і міського голови Харкова  Олександра Костянтиновича Погорілка.
У 1931 році вступив на факультет радіофизики Фізико-технічного інституту імені А. Ф. Йоффе. Учень Д. А. Рожанського. 1 квітня 1935 року (ще студентом)  прийнятий на роботу в радіолокаційну лабораторію інституту на посаду молодшого наукового співробітника.
У 1941—1943 роках перебував в евакуації у Казані.
З 1 січня 1944 року — інженер лабораторії № 2 ЦНДІ-108, яким керував академік Б. О. Введенський.
У 1958—1963 роках головний конструктор ОКР «Верба» (надувні та двопольні відбивачі з синтетичної металізиованої плівки).

## Нагороди
- Сталінська премія другого ступеня (1941 рік) —— за створення приладу для виявлення літаків (імпульсного радіолокатора РУС-2).